# Euphrosine polyclada
Euphrosine polyclada är en ringmaskart som beskrevs av Imajima 2003. Euphrosine polyclada ingår i släktet Euphrosine och familjen Euphrosinidae. Inga underarter finns listade i Catalogue of Life.